# Grands Prix automobiles de la saison 1925
Champion du monde des constructeurs AIACR
 Alfa Romeo
1924 1926
La saison de Grands Prix automobiles 1925 est la première saison du Championnat du monde des manufacturiers organisé par l'Association Internationale des Automobile Clubs Reconnus (AIACR). Cette année, le championnat est remporté par le constructeur italien Alfa Romeo.

## Grands Prix de la saison

### Grands Prix du championnat
| Grand Prix                                                                                   | Circuit           | Date        | Pilote vainqueur           | Constructeur vainqueur | Résultats |
| -------------------------------------------------------------------------------------------- | ----------------- | ----------- | -------------------------- | ---------------------- | --------- |
| 500 miles d’Indianapolis                                                                     | Indianapolis      | 30 mai      | Pete DePaolo Norman Batten | Duesenberg             | Résultats |
| Grand Prix de Belgique                                                                       | Spa-Francorchamps | 28 juin     | Antonio Ascari             | Alfa Romeo             | Résultats |
| Grand Prix de l'ACF                                                                          | Montlhéry         | 26 juillet  | Robert Benoist Albert Divo | Delage                 | Résultats |
| Grand Prix d'Italie                                                                          | Monza             | 6 septembre | Gastone Brilli-Peri        | Alfa Romeo             | Résultats |
| Le Grand Prix de Belgique est également connu sous le nom de Grand Prix automobile d’Europe. |                   |             |                            |                        |           |

### Autres Grands Prix
| Grand Prix                    | Circuit       | Date         | Pilote vainqueur        | Constructeur vainqueur | Résultats |
| ----------------------------- | ------------- | ------------ | ----------------------- | ---------------------- | --------- |
| Grand Prix de Rome            | Monte Mario   | 22 février   | Carlo Masetti           | Bugatti                | Résultats |
| Grand Prix de Provence        | Miramas       | 8 mars       | Henry Segrave           | Talbot                 | Résultats |
| Grand Prix de Tripoli         | Tripoli       | 18 avril     | Renato Balestrero       | O.M.                   | Résultats |
| Coppa Florio                  | Madonies      | 3 mai        | André Boillot           | Peugeot                | Résultats |
| Targa Florio                  | Madonies      | 3 mai        | Meo Costantini          | Bugatti                | Résultats |
| Grand Prix de Casablanca      | Casablanca    | 10 mai       | Comte de Vaugelas       | Delage                 | Résultats |
| Solituderennen                | Solitude      | 17 mai       | Otto Merz               | Mercedes               | Résultats |
| Circuito del Savio            | Ravenne       | 21 mai       | Emilio Materassi        | Itala                  | Résultats |
| Coppa di Perugia              | Pérouse       | 24 mai       | Gastone Brilli-Peri     | Ballot                 | Résultats |
| Circuito stradale del Mugello | Mugello       | 31 mai       | Emilio Materassi        | Itala                  | Résultats |
| Circuit des Gattières         | Nice          | 7 juin       | Ernest Friderich        | Bugatti                | Résultats |
| Coppa Acerbo                  | Pescara       | 21 juin      | Guido Ginaldi           | Alfa Romeo             | Résultats |
| Coppa Vinci                   | Messine       | 5 juillet    | Renato Balestrero       | O.M.                   | Résultats |
| Grand Prix de la Marne        | Beine-Nauroy  | 2 août       | Pierre Clause           | Bignan                 | Résultats |
| Coppa Montenero               | Montenero     | 16 août      | Emilio Materassi        | Itala                  | Résultats |
| Grand Prix du Comminges       | Saint-Gaudens | 6 septembre  | "Goury"                 | Bignan                 | Résultats |
| Grand Prix de Saint-Sébastien | Lasarte       | 19 septembre | Albert Divo André Morel | Delage                 | Résultats |
| Circuito del Garda            | Salò          | 18 octobre   | Aymo Maggi              | Bugatti                | Résultats |
| Circuito di Apuano            | Carrare       | 22 novembre  | Renato Balestrero       | O.M.                   | Résultats |

## Classement du Championnat du monde des constructeurs
| Pos. | Constructeur     | 500 | BEL | FRA | ITA | Total points |
| ---- | ---------------- | --- | --- | --- | --- | ------------ |
| 1    | Alfa Romeo       | Ab. | 1   | Ab. | 1   | 7            |
| 2    | Duesenberg       | 1   | Ab. |     | 4   | 11           |
| 3    | Delage           | Ab. | Ab. | 1   |     | 12           |
| 4    | Bugatti          | Ab. |     | 4   | 3   | 13           |
| 5    | Miller           | 2   | Ab. |     |     | 14           |
| 6    | Sunbeam          | Ab. |     | 3   |     | 15           |
| 7    | Fiat             | 10  | Ab. |     |     | 16           |
| —    | Diatto           | Ab. |     |     | Ab. | 17           |
| —    | Chiribiri        | Ab. |     |     | Ab. | 17           |
| —    | Guyot Special    | Ab. |     |     | Ab. | 17           |
| —    | Eldridge Special | Ab. |     |     | Ab. | 17           |
| 12   | Ford             | Ab. |     |     |     | 18           |
| Pos. | Constructeur     | 500 | BEL | FRA | ITA | Total points |

| Couleur | Résultat                     |
| ------- | ---------------------------- |
| Or      | Vainqueur                    |
| Argent  | 2e place                     |
| Bronze  | 3e place                     |
| Vert    | Terminé, dans les points     |
| Bleu    | Terminé, pas dans les points |
| Violet  | Abandon (Ab.) ou (Ret)       |
| Violet  | Non classé (NC)              |
| Rouge   | Pas qualifié (DNQ)           |
| Noir    | Disqualifié (DSQ)            |
| Blanc   | Pas au départ (DNS)          |
| Blanc   | Forfait (WD)                 |
| Blanc   | N'a pas participé (DNP)      |
| Blanc   | Blessé (INJ)                 |
| Blanc   | Exclu (EX)                   |
| Blanc   | Course annulée (C)           |

Règles : 1er : 1 pt ; 2e : 2 pts ; 3e : 3 pts ; À partir de la 4e place : 4 pts ; Abandon : 5 pts (0 pt pour la première fois) ; Non-partant : 6 pts

## Grands Prix nord-américains
Les courses se déroulant aux États-Unis sont regroupées au sein du Championnat américain. Au total 19 courses dont 11 comptant pour le classement final se déroulent cette année-là.
Peter DePaolo remporte le championnat.